# Liste Winnweilerer Persönlichkeiten
Die Liste Winnweilerer Persönlichkeiten enthält bedeutende Persönlichkeiten mit Bezug zu Winnweiler, geordnet nach Personen, die Ehrenbürger sind, in der der Gemeinde geboren wurden, beziehungsweise in Winnweiler gewirkt haben.

## Ehrenbürger
- Karl Iselborn, Ernennung 1988, 1964–1988 Bürgermeister der Ortsgemeinde Winnweiler[1]
- Robert Simon (* 1944), Ernennung 2009, Bürgermeister 1988–2009, Ehrenpresbyter, Vorsitzender des Freundeskreises Winnweiler – Saint-Laurant-Nouan[2]
- Werner Rasche (* 1941), Ernennung 2016, langjährige politische Tätigkeit in Gemeinderat, Verbandsgemeinderat und Kreistag sowie als Ortsbeigeordneter, zahlreiche Ehrenämter, herausragende Verdienste um die Heimatgeschichte, Autor der Ortschronik (1991)[3]

## Söhne und Töchter der Gemeinde

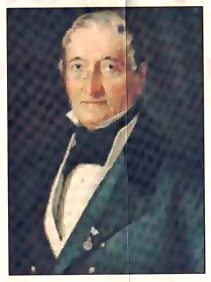
Ludwig von Gienanth

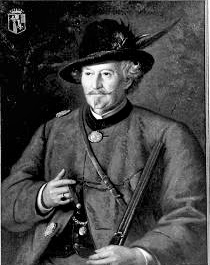
Carl von Gienanth

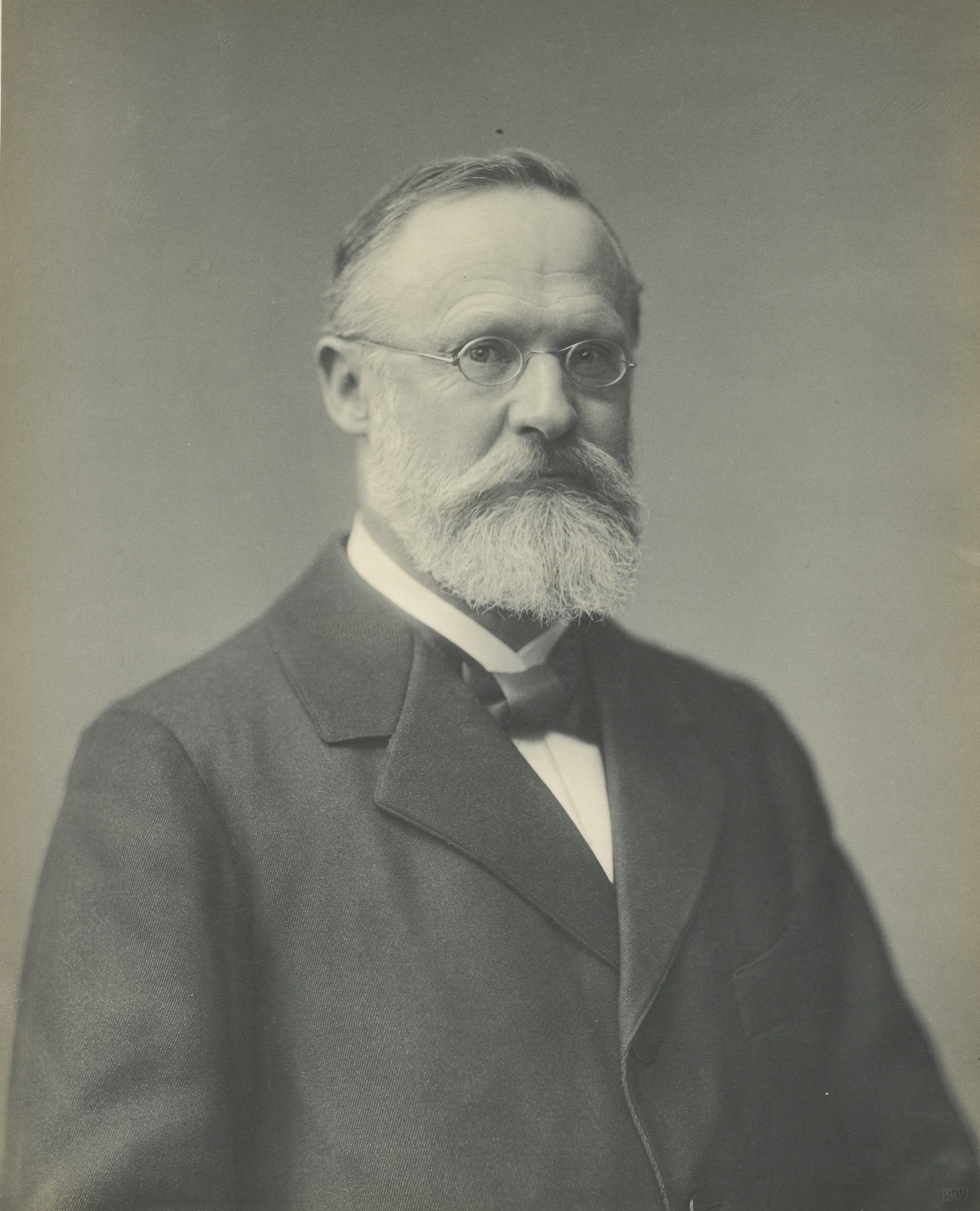
Wilhelm Erb

### 18. Jahrhundert
- Joseph von Hinsberg (1764–1836), bedeutender Jurist (Bayerisches Oberappellationsgericht in München) und Literat (u. a. frühe Übersetzung des Nibelungenlieds)
- Ludwig von Gienanth (1767–1848), Industrieller
- Franz Peter Nick (1772–1825), Professor der Theologie an der Universität Freiburg im Breisgau
- Franz Anton Nick (1780–1832), Arzt
- Peter Eymann (1789–1855), Politiker, bayerischer Landtagsabgeordneter

### 19. Jahrhundert
- Theodor Engelmann (1808–1889), Rechtsanwalt, Journalist, Autor und Zeitungsverleger
- Carl von Gienanth (1818–1890), Industrieller
- Hermann Fries (1823–1911), Politiker, bayerischer Landtagsabgeordneter
- Karl Friedrich Fries (1831–1871), Maler
- Karl Anton Scherer (1831–1905), evangelischer Pfarrer, Publizist, Persönlichkeit der Diakonie
- Philipp Zöller (1832–1885), Agrikultur-Chemiker, bedeutender Liebig-Schüler
- Hippolyt August Schaufert (1834–1872), Autor von Theaterstücken (Schach dem König)
- Wilhelm Erb (1840–1921), Arzt, Wegbereiter der modernen Neuropathologie
- Eugen von Gienanth (1846–1893), Eisenwerks- und Gutsbesitzer
- Friedrich von Chlingensperg (1860–1944), Regierungspräsident, Bewahrer der Bayerischen Pfalz
- Albert Weiler (1863–1917), Mediziner, erster niedergelassener Kinderarzt in Würzburg
- Karl Mantel (1869–1929), Münchner Polizeipräsident
- Otto Gümbel (1876–1943), Eisenbahner und Politiker (NSDAP)
- Ernst Alexander (1881–1966), Landrat
- Rudolf Storck (1884–1961), Landrat
- Karl Maas (1885–1955), Fußballpionier, Amtsrichter sowie Opfer des Nationalsozialismus
- Albert Maas (1888–1936), Sportmediziner
- Franz Meister (1888–1962), Politiker
- Karl Eymann (1888–1962), Ingenieur
- Rudolf Rothkegel (1889–1964), kommunistischer Funktionär und Politiker, 1918–1922 Funktionär der Bolschewiki u. a. in Moskau und Leningrad (u. a. 1918 Vorsitzender des Zentralrats deutscher revolutionärer Arbeiter und Soldaten in Moskau), 1922–1923 Tätigkeit für die Internationale Arbeiterhilfe in der Sowjetunion und China, 1927–1933 Mitglied der Hamburger Bürgerschaft, 1946–1951 Bürgermeister in Forst (ehemalige DDR)[4]
- Heinrich Bernhard (1897–1983), SS-Führer und Referatsleiter im Reichssicherheitshauptamt

### 20. Jahrhundert
- Lene Bertelsmann (1903–1981), Autorin

## Personen, die im Ort gewirkt haben
- Johann III. Kämmerer von Worms (vor 1298–1350), Adeliger, ab 1345 Eigentümer von Winnweiler
- Friedrich Karl von Moser (1723–1798), Staatswissenschaftler, Reichspublizist und Politiker, von 1770 bis 1772 vor Ort Verwalter der kaiserlichen Grafschaft Falkenstein
- Johann Christoph Bleßmann (1760–1836), Jakobiner und Sympathisant der Französischen Revolution, wurde 1793 vor Ort von Bauern verprügelt
- Friedrich Jakob Gienanth, 1792/93 Mitglied des Rheinisch-Deutschen Nationalkonvents
- Joseph Nikolaus von Mantel (1800–1872), Forstmann und Leiter der bayerischen Forstverwaltung, war ab 1822 als Forstamtsaktuar in Winnweiler
- Karl Georg Leonhard Hollensteiner (1810–1871), evangelischer Pfarrer in Winnweiler, Bauchautor
- Aloys Weisenburger (1815–1887), Prediger, Schriftsteller und Publizist, zeitweise Kaplan in Winnweiler
- Philipp von Pfeiffer (1830–1908), katholischer Priester, Domkapitular und Generalvikar der Diözese Speyer, von 1852 bis 1854 Kaplan vor Ort
- Eugen Schmidt (1834–vor 1929), Reichsgerichtsrat
- Franz Krombach (1853–1908), Maler, schuf 1890 die Kreuzwegstationen für die örtliche Kreuzkapelle
- Franz Michael Ronge (1853–1925), Maler des kirchlichen Späthistorismus, schuf in der örtlichen Herz-Jesu-Kirche das Gemälde im Hochaltar
- Franz Kämmerer (1868–1951), Orgelbauer, errichtete 1929 die Orgel für die Herz-Jesu-Kirche
- Jakob Bisson (1888–1963), römisch-katholischer Priester, Divisionspfarrer im Ersten Weltkrieg, und pfälzischer Kirchenhistoriker, in Winnweiler Kaplan
- Ludwig Stamer (1892–1977), Priester und Historiker, übernahm die Pfarrei Winnweiler
- Maria Fabiola Quack (1896–1983), Ordensschwester und Lehrerin der Kongregation der Armen Schulschwestern vom hl. Dominikus, arbeitete vor Ort als Organistin
- Alfred Philippi (1903–1994), Generalmajor im Zweiten Weltkrieg, starb in Winnweiler
- Rudolf Franzmann (* 1946), Politiker, wohnt im Ort
- Karl-Friedrich Geißler (* 1952), Verleger, Lektor und Autor, wuchs vor Ort auf
- Ulrike Schönfelder (* 1962), Juristin und Richterin, absolvierte 1981 am Wilhelm-Erb-Gymnasium ihr Abitur
- Jürgen Giehl (* 1965), Fußballspieler und -trainer, seit 2010 Trainer des ASV Winnweiler
- Peter Scherne, Träger des Bundesverdienstkreuzes 2004, Bezirksschornsteinfegermeister
- Mark Forster (* 1983), Sänger und Songwriter, wuchs in Winnweiler auf